# 肥胖的社會污名
肥胖症的社会污名被广义地定义为因其体重而针对超重和肥胖者的偏见或歧视性行为。只要体重超标，这种社会耻辱就会伴随人的一生，从年轻时开始，一直持续到成年。 世界各地的一些研究（例如，美国、马尔堡大学、莱比锡大学）表明，超重和肥胖的人相对于较瘦的人来说，会经历更多的耻辱。此外，与正常体重的人相比，他们结婚的次数更少，教育和职业机会更少，平均收入也会更少。
尽管多年以来，公众对肥胖者的残疾服务、公民权利和集体欺凌反歧视法律的支持者越来越多，但超重和肥胖者仍然遭受歧视，这可能对他们的生理和心理产生不利影响。和心理健康。这些问题因已经与肥胖相关的重大负面生理影响而加剧，有些人认为，这可能是由肥胖带来的社会耻辱造成的压力，而不是由肥胖本身造成的。
反脂肪偏见指的是基于对一个人超重或肥胖的评估而做出的偏见假设。它也被称为“脂肪羞辱”。反脂肪的偏见可以在社会的许多方面找到。和接受脂肪运动通常将这种现象的普遍性归咎于大众媒体。

## 患病率
研究表明，自我报告基于体重的歧视事件从1995年到2006年有所增加。与其他患病群体相比，受到与体重有关的耻辱感的人似乎受到更多的负面评价，如性少数群体和精神疾病患者。
在希望成为体育教师的群体中已经观察到了反肥胖的偏见。在2007年发表的一项研究中，对新西兰大学344名心理学或体育专业的学生进行了比较，结果发现，未来的体育教师比心理学专业的学生更有可能表现出隐性的反肥胖的态度。
一些研究发现，医护人员经常对超重的人有明确和（或）隐含的偏见，并且发现超重的病人可能因为他们的体重而得到较低品質的护理。 人们发现，专门治疗肥胖症的医务人员对肥胖者有强烈的负面联想。与肥胖有关的耻辱感带来的压力也可能导致负面的健康结果。
在一项研究中，学前年龄的儿童报告说，他们更加喜欢中等身材的儿童而不是超重的儿童作为朋友。体重超标的人经常发觉出自己在社会的许多方面受到影响，包括日后的法律和就业问题。
根据2010年对已发表的研究回顾，寻求减少对脂肪和肥胖的偏见和社会污名的干预措施基本上是无效的。

## 特点
与体重相关的成见可由以下几个重点来描述：
1. 一个人不一定要有超重或肥胖才会遭遇与体重相关的耻辱感。[16]
2. 研究表明，经历体重污名化会强化导致肥胖的生活方式行为。[17]
3. 许多遭受污名化的群体往往是少数民族。在美国和世界其他地区，超重和肥胖者占人口的大多数。[18]
4. 超重或肥胖的人倾向于贬低自己的群体，而喜欢外部群体（即较瘦的人）。[19]

## 理论解释
为了理解对体重有偏见的态度，人们提出了一些理论来解释这些偏见和随后引起的歧视。克里斯蒂安·克兰德尔（Christian S. Crandall）讨论了 “对肥胖污名化的理由”。 此外，他的社会意识形态观点还借鉴了北美传统的自决、个人主义和自律等价值观。基于这些价值观，反肥胖人群的态度可能来自于将超重的责任指向超重的个人。 同样，归因理论认为，对肥胖者的态度取决于他们被认为对自己体重的控制程度。在整个文献中，许多研究都显示了对这一理论的支持。 一项研究对肥胖率相当的四个国家（加拿大、美国、冰岛和澳大利亚）的体重偏见进行了多国考察。 研究发现，对肥胖的行为原因的归因与更大的体重偏差有关。同样，把肥胖看作是由缺乏意志力造成的，也与更大的体重偏差有关。当体重被归结为不太受个人控制的因素时，或者当个人被认为是在努力减肥时，体重偏见似乎会减少。 然而，也有证据表明，对肥胖者的偏见还包括对他们的厌恶，无论人们是否知道肥胖不是由肥胖者的行为造成的，这种偏见都会持续存在。
肥胖恐惧症是一种社会构建的现象，在西方国家特别普遍。因为社会产生了他们需要的那种肥胖身体。西方人重视健康和强壮的身体，将敏捷性、耐力和生育能力放在首位，着重关注成就和个人责任。 不仅这些机构将西方国家与类似的理想联系在一起，而且劳埃德-德莫斯（Lloyd deMause）认为 “健身/强壮的热潮”也可能反映了战争前的准备工作。然而，尼日利亚年轻女孩的 “育肥小屋” 代表着美貌、适婚性和金钱，这直接反映了经济资源和食物的价值。 肥胖是健康、繁荣和孕产的可喜标志，也与自我价值和性行为也有关。
肥胖恐惧症并不害怕 “脂肪”，而是害怕他人对自己的偏见、歧视、排斥和可预防的疾病，这些恐惧可直接归因于无数的社会、政治、历史、经济和文化进程的作用（这些进程在其他文化中并不存在类似的情况）。因此，恐肥症是一种源于文化的现象，影响着与食物以及与女性形态的关系。“责备、羞耻和耻辱”的趋势。 为肥胖积极人群和 “各种体型的健康” 运动做出了贡献，为行动主义和激进的肥胖人群接受创造了 “安全空间”，试图抵制并且改变这种强大的文化观点。

## 特质归因
反肥胖偏见导致人们将超重或肥胖的人与负面的人格特征联系起来，如 “缺乏意志力”。“懒惰”、“贪吃”、“愚蠢”、“无能” 或 “不思进取”。这种偏见并不限于临床肥胖个人。它还包括那些与现代社会对理想体型的看法相比，其体型被认为是不可接受的（尽管仍在正常或超重的身体质量指数（BMI）范围内）。肥胖羞辱在美国相当普遍，尽管大多数成年美国人都超重。《赫芬顿邮报》写道：“尽管三分之二的美国成年人都超重或肥胖。然而，超重和肥胖的人却受到来自雇主、医护人员和潜在恋爱对象的歧视”。
反肥胖偏见可以通过为个人肥胖的出现的症状提供缓解的生活方式来缓和。
例如，当被告知一个人肥胖是因为“暴饮暴食”和“缺乏运动”时，研究参与者的内隐偏见比没有提供生活方式任何的人要高。 当研究组被告知“遗传”是罪魁祸首时，他们在解释后并没有表现出较低的内隐偏见。
反肥胖偏见并非严格意义上的西方文化现象。在几种文化中都发现了隐性反肥胖偏见的情况。
此外，最近围绕外貌问题、身体形象，反脂肪或肥胖偏见表明，对自己外表的感觉可能会刺激与肥胖者进行对下身比较，以使一个人对自己的身体外表感觉更好。

## 体重歧视
体重歧视存在于多种环境中，包括医疗保健、教育、人际环境、多种媒体形式和渠道，以及许多就业层次。

### 教育
在更直接的体重偏见方面，与平均体重的人相比，肥胖的人在多种环境下报告感觉到重大歧视的可能性要高40-50%。在教育环境中，那些在青年时期超重的人经常面临同伴的排斥。 在教育环境中，那些在青年时期超重的人经常面临同伴的排斥。比普通人校园霸凌肥胖者被校园霸凌更多。  如果超重儿童遭遇基于体重的嘲笑，他们的学习成绩会更差。在五年级到八年级之间，一个孩子的体重指数的增加会导致他们的老师对该学生的能力的看法下降。和50%的校长认为肥胖只是缺乏自我控制的结果。 教师，特别是那些教授体育课的教师，有时会对超重的人表示消极的态度。
研究表明，在课堂上，与平均体重的人相比，教师可能认为超重学生的工作更差。学生们还认为超重的人可能有较低的GPA（平均积点），而且与平均体重的人相比，学生不太愿意与超重的人一起做小组作业。 研究还发现，在控制了种族、家庭规模、收入和教育之后，超重女性从家庭获得的教育财政支持少于平均体重的女性。随着个人年龄的增长，他们可能比平均体重的人更不可能被大学录取，在某些情况下，人们被学术机构录取后又因为体重而被解雇。
Puhl和同事（2009年）从他们对教育中的体重成见的审查中得出结论，目前的趋势表明，肥胖的学生在每一级教育中都面临教育成功的障碍。 审查的研究表明，教育者，特别是体育教师，对他们的肥胖症学生报以反肥胖的态度，这可能会破坏教育成就。 重要的是，肥胖症学生的教育差异似乎对那些在肥胖症不是常态的学校上学的学生最为强烈。一些研究证明，在这样的环境中，肥胖的学生面临更大的教育劣势，不太可能上大学，这种影响在女性中尤其强烈。 此外，教育环境中的体重成见也影响到人际关系。

### 就业
研究表明，与平均体重的人相比，肥胖的人不太可能被雇用，而且一旦被雇用，就又会有很大的解雇率。具体来说，一项全国性的调查发现，与平均体重的人相比，肥胖的人不被雇用、不被提拔或被解雇的可能性要大26%。这种结果可能是由于雇主认为他们不如平均体重的人顺眼、能力差和懒惰。
体重成见可能导致难以获得工作，更糟糕的工作安排，更低的工资和报酬，无理由的拒绝晋升，更严厉的纪律，不公平的工作终止，以及同事和主管司空见惯的贬低性笑话和评论。在他们的评论中，丽贝卡M.普尔（Rebecca M. Puhl）等人发现，肥胖的员工报告他们的体重是导致失去工作的最重要因素。吉尔（Giel）和同事（2010）的另一篇评论发现，关于肥胖员工的某些刻板印象得到了雇主和主管的高度认可，特别是他们的工作表现较差，缺乏人际交往能力、动力和自控力。

### 政治

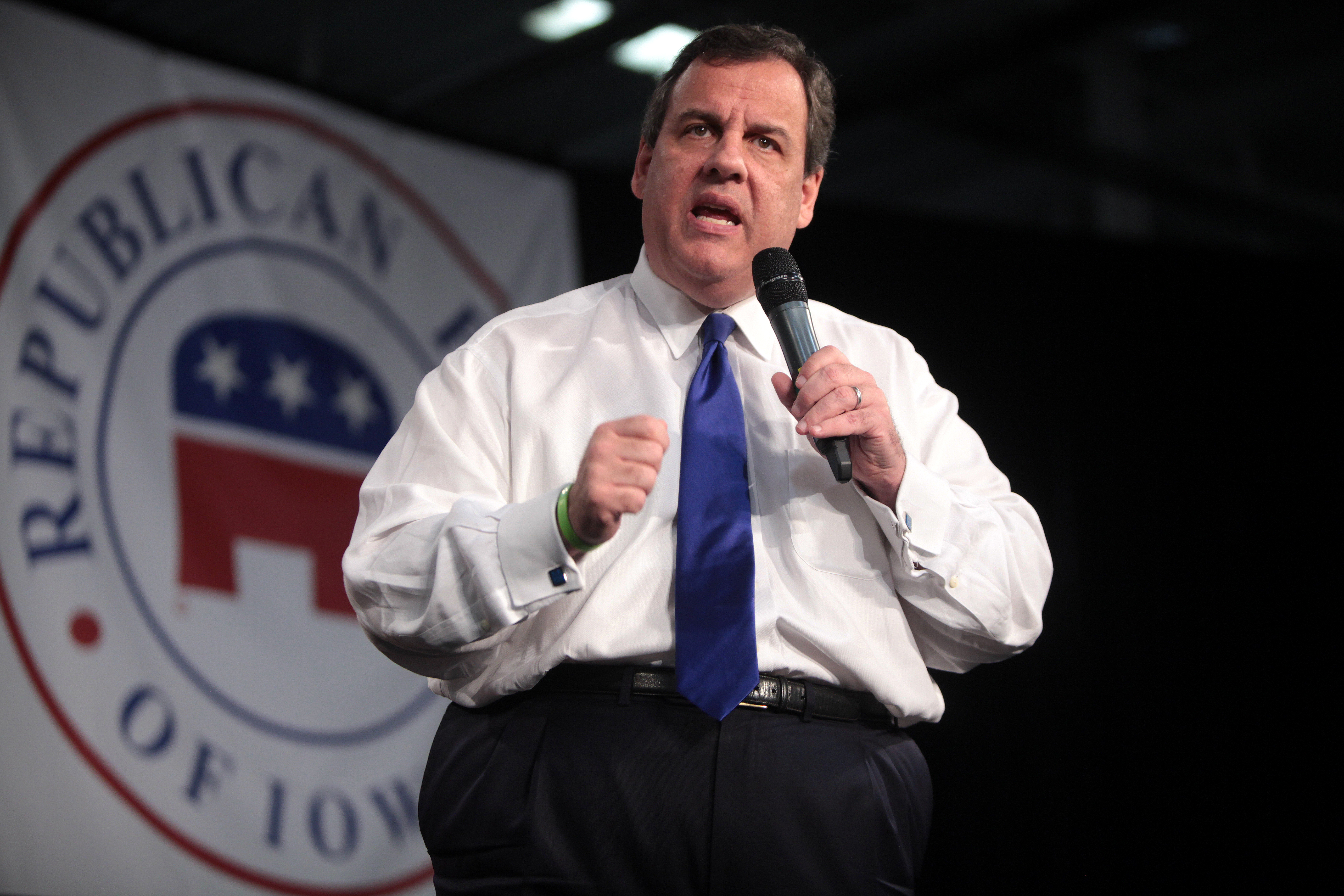
新泽西州州长克里斯·克里斯蒂是一位政治家，在他的政治生涯中受到与体重有关的歧视。

密歇根州立大学研究人员的一项研究表明，超重的政治候选人往往比他们较瘦的对手获得更少的选票。研究人员分析了2008年和2012年美国参议院选举的数据。研究助理使用以前建立的科学方法，从彩色照片中确定126次初选和大选的候选人是正常体重、超重还是肥胖。
肥胖的男性和女性通常都不太可能首先被列入选票。如果仅仅是超重，女性在选票上的代表性就很低，而男性则不然。这与之前的研究相一致，研究显示体重稍大的男性往往不会像体重稍大的女性那样遭遇歧视。
然而，在投票时，无论是男性还是女性候选人，无论是肥胖还是单纯的超重，往往都比他们更苗条的对手获得更低的总票数份额。一些政治家采取了极端的减肥措施，包括手术，以提高他们当选政治职位的能力。

### 医疗保健
医务人员可能更有可能以负面的眼光看待肥胖者（如恼人或不守纪律），对肥胖者的耐心较少，并认为他们不遵守治疗规定。因此，与平均体重的人相比，这些人可能得到较差的护理。医生们报告说，对肥胖病人的人为干预较少，并要尽量避免与体重有关的话题。 美国的一项全国性调查发现，超重的人报告说被拒绝接受医疗护理的可能性比平均体重的人高三倍。 在英国，91个初级保健信托机构中的25个除了有减肥要求外，还禁止治疗肥胖者。此外，2012年的一项调查显示，54%的医生受访者认为国家卫生服务机构应该有能力扣留肥胖者的非紧急治疗。 此外，通过自我报告和隐性联想测试（IAT）测量，专门研究肥胖症的卫生专业人员表现出强烈的隐性和显性反肥胖偏见。然而，这种偏见在营养师和营养学家中是混合的。
在2009年的审查中，吉尔（Puhl）及其同事发现，许多研究提供了证据支持这样的观点，即卫生专业人员（包括医生、护士、医科学生、健身专业人士和营养师）一贯支持对肥胖患者的负面刻板印象，特别是将体重状况归咎于他们。医疗保健环境中的体重耻辱导致患者-提供者沟通受损，医患关系更差，医疗保健和治疗更差（例如医生与患者在一起的时间更少），以及患者一起避免医疗保健系统。然而，重要的是要指出，到目前为止，已经审查的证据主要来自自我报告研究。因此，Puhl及其同事得出结论，需要进行研究来检查实际的健康结果。总体而言，体重耻辱在医疗保健中的影响已经变得如此严重，以至于许多学者建议，肥胖预防计划应该将尽量减少耻辱作为优先事项。

### 人际关系
尽管与就业和医疗保健相比，这是一个研究较少的话题，但Puhl及其同事（2009）回顾的几项研究提供了证据，证明超重和肥胖妇女尤其面临来自许多人际关系来源的体重污名，包括家庭、朋友和浪漫伴侣。  Puhl和Suh（2015）最近的另一项研究也记录了在学校环境中，基于体重的欺凌是家长、教师和学生报告的最普遍的骚扰类型之一。经历人际间的体重污名与无数负面的身体和心理健康后果有关。
在2017年的一项研究中，结果显示89%的肥胖成年人曾被伴侣欺负过。

### 早期发展中
这种外在的污名化及其内化的影响已经在不同的年龄组中进行了研究。超重和肥胖的儿童和青少年会受到来自父母、老师和同伴的鄙视。 考虑到同伴支持在促进身份发展和自尊方面的作用，对超重青少年来说，特别是同伴污名化可能很困难。 一些研究表明，超重和肥胖儿童本身甚至对超重持消极态度。具体来说，体重偏见可能会在整个童年时期内化并增加。然后在青春期晚期和成年时减少并趋于平稳。
在儿童和青少年时期，基于体重的戏弄与社会心理健康的各种损害有关，包括减少自尊和降低自我概念。患有抑郁症（情绪）和焦虑症的比例更高。甚至更有可能产生自杀的想法。此外，基于体重的挑逗与较高的暴饮暴食和不健康的体重控制（例如，禁食、自我诱导呕吐、泻药、减肥药、不吃饭和吸烟）有关。 被欺负的超重青少年也更有可能因为压力而患上暴食症。
世界卫生组织对7266名11至16岁的儿童进行的调查显示，随着女孩身体质量指数（BMI）的增加，身体受害（例如被推搡）的比率也会增加。此外，这些结果显示，关系上的伤害（即被排斥或被散布谣言）在女孩和男孩的BMI增加时更频繁。一项对7825名11至17岁学生的单独调查也指出，与平均体重的同龄人相比，肥胖男孩和超重女孩更有可能成为欺凌的受害者。此外，与同龄人相比，肥胖的女孩更有可能成为欺凌的受害者和施害者。值得注意的是，相对于正常体重的同龄人，超重和肥胖的青春期女孩还报告了更高的吸烟、喝酒和使用大麻的比率。

## 与体重歧视有关的健康相关结果
在成年后，经历过体重歧视的人更有可能将自己认定为超重，而不管他们的实际体重状况如何。 体重成见的经历可以作为避免成见环境的动机，尽管它可能促使一个人通过减肥来逃避成见，但它同时也削弱一个人这样做的动力。研究人员将体重成见与体育活动的减少联系起来， 寻求医疗保健的人数减少，暴饮暴食等不良饮食方式增加。 此外，经历过体重成见的人显示出心血管反应性改变，皮质醇水平增加，氧化压力和炎症。
预计会被医疗服务提供者以肥胖为耻的人，不太可能因为医疗问题或减肥而寻求治疗，即使体重增加是由医疗问题引起的。
在心理健康方面，研究人员发现，即使在控制了年龄和性别等其他人口统计学因素之后，如果肥胖的人感受到体重被鄙视，那么他们相对于非肥胖的人表现出更少的幸福感。 超重和肥胖的人报告说经历了各种形式的内在污名，如身体不满意，以及社会支持减少和孤独感。 此外，与青少年时的肥胖发现相似，成年后的体重成见与较低的自尊、较高的抑郁、焦虑和药物滥用率有关。
在成人和儿童肥胖症患者中，一些文献回顾发现，在各种研究中，经历体重成见与许多负面的心理和身体健康结果之间存在着一致的关系。 这些将在下面的章节中分别讨论，尽管身体和精神健康的后果往往是相互交织的，特别是那些与饮食失调有关的后果。
帕帕佐普洛斯（Papadopoulos）和布伦南 （Brennan）（2015）最近发现，在许多寻求减肥治疗的成年人的审查研究中。  遭遇体重成见与BMI和减肥困难之间出现了关系。 然而，研究结果有些混杂。他们还报告说，有证据表明，经历体重成见与药物治疗依从性差有关。在寻求减肥治疗的成年人中，经历体重成见可能会加剧体重和健康相关的生活质量问题。
这篇综述以及Vartanian和Smyth（2013）和Puhl和Suh（2015）的综述也发现，在多项研究中，无论是成人还是儿童，经历体重成见都与总体上的运动行为减少有关，也与运动动机减少、运动自我效能减少以及食物渴望和暴食倾向增加有关。 值得注意的是，体重成见对锻炼和体育活动的这些影响是独立于身体质量指数出现的，这表明体重成见成为体育活动的一个独特障碍，而这些障碍可能与肥胖特别相关。最后，在许多研究中，Puhl和Suh（2015）还发现，经历体重成见也与许多生理后果有关，包括血压升高,皮质醇反应性增强，氧化应激升高，血糖控制受损伴随糖化血红蛋白升高，以及全身炎症增加，所有这些都对身体健康和疾病有显著的影响。

### 精神健康和心理后果
广义上讲，经历体重成见与心理困扰有关。有许多负面影响与反肥胖偏见有关，最突出的是社会对脂肪的偏见对治疗肥胖症没有效果，并导致长期的身体形象问题、饮食失调、自杀和抑郁症。
帕帕佐普洛斯 （Papadopoulos）在2015年的文献综述中发现，在寻求减肥治疗的个人和社区样本中，这种困扰可以表现为焦虑、抑郁症、自尊心降低和物质使用障碍等。
许多实证审查发现，体重成见对患有饮食和体重障碍（包括神经性厌食症、神经性贪食症和暴食症）的人有明显的影响，因为它在延续紊乱的饮食心理病理学方面发挥着超过其他风险因素的独特作用。 这些结果在成人和青少年，以及男性和女性样本中都出现了。

## 政策
在过去的几十年里，许多学者认为体重成见是一种长期存在的社会成见，是最后剩下的社会可接受的偏见形式之一。 因此，那些因为超重和肥胖而成为目标的个人，仍然面临着独特的社会可接受的歧视。 民权立法，如1964年民权法案第七条禁止基于种族和其他几个领域的歧视，但体重不包括在该法案中。在地方一级，美国只有一个州（密歇根州）制定了禁止与体重有关的就业歧视的政策，很少有地方市政当局制定了保护大体型个人的人权条例。通常情况下，超重和肥胖的个人在诉讼中可以引用的唯一类型的立法是与残疾有关的。例如，美国残疾人法案就是这样一个途径，但正如Puhl等人（2009年）报告的那样，根据该法规中的标准，许多肥胖的个人很难符合残疾的条件。

## 公共健康
现有的文献基本上不支持体重成见可能鼓励减肥的观点；如上所述，经历体重成见（包括人与人之间的成见以及接触污名化的媒体宣传）始终与缺乏锻炼的动机和暴饮暴食的倾向有关。 在2010年的一次审查中，Puhl和Heuer总结说，对肥胖症患者的污名化在三个重要方面才是有害的：
1. 它威胁到实际的身体健康
2. 它使健康差异长期存在
3. 它实际上破坏了肥胖症的治疗和干预举措。[17]

与此相呼应的是，最近由Puhl和Suh（2015）进行的另一项关于经历体重成见的后果的审查得出结论，考虑到与经历体重成见相关的无数负面身体和心理健康后果，它应该成为肥胖症预防和治疗的目标，而不是工具。这些作者进一步建议，减少体重成见的必要第一步是提高对其负面后果的更广泛认识。

## 人种交叉性
由于黑人在BMI中被归类为超重的比例较高，肥胖的社会污名对黑人的影响不成比例。 超过80%的非裔美国妇女被归类为使用身体质量指数的超重。 然而，BMI是根据一群欧洲男性数据创建的，在美国，截止线以未经科学验证的方式发生了变化，导致没有区分不同种族的适当截止值。
社会学家萨布丽娜·斯特林（Sabrina Strings）在她的《恐惧黑人的身体》一书中写道：“在历史上，肥胖恐惧症是在白人试图与黑人保持距离的情况下出现的。”1751年，德尼·狄德罗 出版了一本《百科全书》这是第一个声称黑人 “喜欢贪吃”的出版物。1853年，法国贵族阿蒂尔·德·戈比诺声称，关于黑人，他们：“贪吃的天性是他们更基本的特征之一”。1910年，查尔斯·达文波特成立了优生学记录办公室，他声称：“肥胖是一种需要避免的卑劣状况。而且，它是种族遗传的。”优生学对黑人的体型的情绪很盛行。
黑人和白人社区的身体标准不同，但白人，因此瘦弱，被视为文化规范。学者伊丽莎白-休斯（Elizabeth Hughes）在《我应该很厚实》：“中讨论了这一点。管理美国黑人妇女的身体焦虑” 一文中，引用了黑人社区中 “厚实” 是体型的规范，换句话说就是，曲线优美的身体。文章解释了能动主义、恐肥症和种族主义是如何相互作用形成 “双重束缚” 的，其中暴力能被原谅，因为肥胖已经造成了内在的伤害，但又是必要的，因为一个大块头黑人的体型是一种威胁。
《美国预防医学杂志》（American Journal of Preventive Medicine）发表的一篇题为“ 交叉性：解决体重污名问题的一个未被充分研究的框架”的论文。该研究的重点是强调体重成见与几个非白人种族和性别群体中与健康有关的应对措施之间的交叉性。本出版物的研究结果表明，体重成见在种族或性别方面没有明显的差异，在所有被分析的种族群体中，总体上具有相同的代表性。然而，结果还表明，不同的种族群体对体重和健康相关的污名有不同的内化和应对方式，从而提高了健康风险。结果表明，与黑人女性和男性相比，白人女性和男性报告的体重偏差内化程度更高。此外，西班牙裔妇女比黑人和白人妇女更多地通过饮食模式来应对体重耻辱。这篇研究文章的结果强调了需要增加研究和政策关注的重要性，以解决与体重和健康相关的耻辱感作为预防和治疗肥胖症的问题，从而减少社区和不同群体中主要关注种族和性别的体重驱动的不平等。

## 语言和身份
关于语言的偏好在超重者中差异很大，尽管在普遍不接受的术语上有一些共识。
以人为本的语言在接受脂肪运动中并非无处不在，事实上，人们将其视为 “固有的不利判断”。那些提倡以人为本的语言，即使用肥胖症患者等术语的人，似乎没有在脂肪运动团体中进行协商。 人称优先语言的批评者指出，将人与该特征分开的愿望存在问题，因为将其分开意味着超重有问题，这有助于进一步的污名化。此外，人称优先语言有助于肥胖症的医疗化，因为在提到疾病时通常使用这种语言。
“胖” 这个词似乎会导致更多的耻辱和来自更广泛社区的评判。对寻求减肥的超重者进行的各种研究，以及对描述超重者的各种术语进行的语义学研究都得出结论，使用胖这个词会引起已经对肥胖持批评态度的人的负面反应。 关于其他术语，在一项研究中发现，在考虑超重者的语言偏好时，“肥胖” 与 “脂肪” 两词同样不受肥胖者欢迎。
然而，“脂肪”却是脂肪接受运动中的首选术语。 脂肪活动家将这个词重新作为一个中性描述词，以反对通常与这个词相关的污名化。事实上，许多脂肪活动家在发推特或引用 “ob*sity”时，会对 “obesity”（既肥胖的意思）这个词进行审查，因为它具有病理化性质。肥胖一词源于拉丁语 “obesus”，意思是 “把自己吃胖了”。 脂肪活动家也会用这个拉丁语定义来显示 “obese" 这个词本身的污名，因为它把个人的状态归咎于个人。
脂肪活动家奥布里·戈登认为，“不承认脂肪这个词会强化它的负面含义。”虽然没有在脂肪活动家中进行关于首选术语的研究，但诸如《当我们谈论脂肪时我们不谈论的东西，快乐的脂肪》、《没有人告诉胖女孩的事情》和《胖！那么？那又怎样？"这些书的书名中都有 “胖”这个字，但并无贬义。同样，全国促进脂肪接受协会（NAAFA）成立于1969年，其社区的描述词是 "脂肪"。

## 延伸阅读
- Hobbes, Michael. . Highline. 《赫芬顿邮报》. 2018年9月19日  [2022年11月26日]. （原始内容存档于2022年12月5日）.